# Shioya
Shioya (塩谷町 Shioya-machi?) es un pueblo en la prefectura de Tochigi, Japón, localizado en la parte central de la isla de Honshū, en la región de Kantō. El 1 de marzo de 2021 tenía una población estimada de 10 152 habitantes y una densidad de población de 58 personas por km².

## Geografía
Shioya se encuentra en la parte central de la prefectura de Tochigi. El río Tone fluye en la parte sur del pueblo.

## Historia
Las villas de Tamanyu, Funyu y Omiya fueron creadas dentro del distrito de Shioya en la prefectura de Tochigi el 1 de abril de 1889. Las tres aldeas se fusionaron el 31 de marzo de 1957 para crear la villa de Shioya, que fue elevada al estatus de pueblo el 11 de febrero de 1965.

## Demografía
Según los datos del censo japonés, la población de Shioya ha disminuido en los últimos 40 años.
| Gráfica de evolución demográfica de Shioya entre 1940 y 2015 |
|                                                              |
| Oficina de Estadísticas de Japón                             |